# Mários Ilía (football, 1996)
Pour les articles homonymes, voir Mários Ilía.
Mários Ilía (en grec moderne : Μάριος Ηλία), né le 19 mai 1996 à Xylotýmvou à Chypre, est un footballeur international chypriote, qui évolue au poste d'attaquant à l'Ethnikos Achna.

## Biographie

### En club
Né à Xylotýmvou à Chypre, Mários Ilía est formé par le club local de l'Apollon Limassol, avec lequel il débute en professionnel. Il joue son premier match le 18 mai 2014, lors d'une rencontre de championnat face à l'AEK Kouklion. Il est titularisé et son équipe s'impose par cinq buts à zéro.
Lors de l'été 2016, Mários Ilía rejoint l'AEL Limassol. Le transfert est annoncé dès le 20 mai 2016 et il signe un contrat de trois ans, soit jusqu'en mai 2019,.
En août 2019, Mários Ilía retourne à l'Ethnikos Achna. Le 7 juillet 2021, il prolonge son contrat avec le club jusqu'en mai 2024.
Prêté à l'APOEL Nicosie lors de la saison 2022-2023, Mários Ilía fait son retour à l'Ethnikos Achna à l'été 2023. Alors que l'APOEL cherche à le signer définitivement, l'Ethnikos repousse l'offre, qu'ils estiment insuffisante.

### En sélection
Mários Ilía honore sa première sélection avec l'équipe nationale de Chypre le 20 mai 2018 contre la Jordanie. Il entre en jeu à la place de Fános Kateláris et son équipe est battue par trois buts à zéro.
Ilía marque son premier but pour Chypre le 11 novembre 2020, contre la Grèce. Titularisé, il ne peut empêcher la défaite de son équipe par deux buts à un.